# 225 Henrietta
225 Henrietta è un asteroide della fascia principale del diametro medio di circa 120,49 km. Scoperto nel 1882, presenta un'orbita caratterizzata da un semiasse maggiore pari a 3,3876985 UA e da un'eccentricità di 0,2663518, inclinata di 20,87824° rispetto all'eclittica.
Stanti i suoi parametri orbitali, è considerato un membro della famiglia Cibele di asteroidi.
Il suo nome fu dedicato alla moglie dell'astronomo Pierre Janssen.